# オウム真理教放送
オウム真理教放送（）あるいはエウアンゲリオン・テス・バシレイアス（古典ギリシア語：ΕΥΑΓΓΕΛΙΟΝ ΤΗΣ ΒΑΣΙΛΕΙΑΣ, εὐαγγέλιον τῆς βασιλείας, euangelion tēs basileias）は、1992年（平成4年）4月1日から1995年（平成7年）3月23日まで放送されたオウム真理教のラジオ番組放送局である。

## 概要
日本語の他、英語やロシア語で放送を行っていた。当初は「エウアゲリオン・テス・バシレイアス」という番組名で、放送局名や放送時間、周波数等の告知すらなく、同年4月半ばからは「オウム真理教放送」と名乗る。ギリシア語では「エウアンゲリオン」が正しい発音だという聴取者の指摘により、8月1日の放送分より「エウアンゲリオン・テス・バシレイアス」に変更された。
電波の受信状態が悪かったため12月1日からは富士山総本部のスタジオからの生放送に変更された。
1992年6月15日にはモスクワ放送の英語ワールドサービスの時間枠を使用し、日本時間の5時30分と13時30分からそれぞれ約30分間、全世界に向けての英語放送を開始。1992年9月1日からは「マヤーク」という約25分間のロシア語放送が開始された。11月19日にはモスクワのテレビの2×2にて「真理探求」という番組が開始される。
番組内では、麻原彰晃作曲とされる多くのオウムソングが流され、「超越神力」、「エンマの数え歌」、「御国の福音」第1楽章の一部や「シャンバラ・シャンバラ」などのほか、モスクワ大学での麻原彰晃説法の様子も放送された。麻原の3人の弟子として、アナウンサーのカンカー・レヴァタ（杉浦実）、ダルマヴァジリ（坪倉浩子）、アシスタント役にはマンジュシュリー・ミトラ（村井秀夫）が登場した。麻原夫人の松本知子（ヤソーダラー）が、かつてはアンチ宗教だったという衝撃的な発言にはじまり、夫人の考え方が変わってゆく様子なども流された。英語放送では麻原の英語のメッセージのほか、当初は朝のパーソナリティーをマイトレーヤ（上祐史浩）が、昼の放送はヤソーダラー（松本知子）が受け持っていた。
地下鉄サリン事件発生2日後の1995年（平成7年）3月22日、教団はそれまでに起こした一連の事件に対する警視庁の強制捜査を受ける。これに伴いロシア当局は放送の中止を決めた。最後の放送となった3月23日には強制捜査に対する麻原自らの反論が放送された。音質から、第4サティアンのスタジオではなく、他の場所での収録と推測されている。1995年2月からは、麻原が「わたしは、君たちがわたしの手となり、足となり、あるいは頭となり、救済計画の手伝いをしてくれることを待っている さあ、一緒に救済計画を行なおう そして、悔いのない死を迎えようではないか」と呼びかけるメッセージを送り続けていたが、同日の放送のエンディングでこのメッセージが再び放送され、これがオウム真理教放送最後のオンエアとなった。なお3月24日もスタジオからは番組を発信したが、ロシア側が放送中止を決めたため、電波には乗らなかった。

## 放送開始の経緯
1991年末のソ連崩壊後の1992年3月、麻原は「ロシア救済ツアー」と称してロシアを訪問、9月にはモスクワ支部を開設した。崩壊直後のソ連ではソ連と共産主義が否定される中、トヨタやパナソニックなど日本製品の品質への信頼があり、オウムも日本の宗教ということで受け入れられていったとされる。ロシアの信者数は最大5万人に上った。

そもそも、ロシアの国営放送局の国際放送機関である「ロシアの声」（当時はモスクワ放送）の送信機を保持するロシア通信省が、所有する送信機の無償貸し出しを開始したことから、日本では放送内容の問題で放送できないオウム真理教の布教を目的に、関連番組を専門に扱うことを目的として、1992年4月1日から「エウアンゲリオン・テス・バシレイアス」という番組題で放送開始した。題名はギリシャ語で「王国の福音＝神聖世界の絶対的真理、あるいは神聖世界の絶対的真理の告知」という意味だった。当初はこの番組題のみがアナウンスされたが、すぐに「オウム真理教放送」という名称があわせてアナウンスされるようになった。

## 放送形態の変遷
番組は当初、静岡県富士宮市にあった同教団総本部のスタジオで編集・制作され、モスクワ市にあるロシアの声のスタジオに空輸し、ウラジオストク中継基地から日本に向けて放送された。
番組制作に携わった信者がいなかったことから、NHK国際放送局朝鮮語業務委託PDでアジア放送研究会会長の山下透が、アナウンス手法や放送局名などの詳細を伝授する。
当時は、22:00 - 0:00(以下、時間はすべて日本時間)の1日2時間の日本語による放送が実施されていた。前半1時間は短波15.315 MHz（1992年6月以降は17.710 MHz）、後半1時間はロシアの声日本語番組でも使用されていた中波720 kHzを通じての放送であった。
しかし1993年元日から、短波は季節ごとの周波数変更があることなどから中止、中波は一部地域での受信状態の問題があることから周波数が変更され、1476 kHzでの放送となった。これに伴って、放送時間は22:15 - 翌日の1:15に拡大・変更。その後1994年元日から0:00 - 3:00に変更され、衛星中継による生放送番組も行われるようになった。
他方短波では、1992年6月15日より、英語による番組が5:30と13:30の1日2回（各30分間）、ロシアの声の全世界向け英語放送の一部周波数を利用して放送されるようになった。また、同年9月1日からは、ロシア国内向けのラジオ放送、ラジオマヤークを介したロシア語放送も行われるようになった。
1995年1月1日、麻原は世界に大きな危機が迫っていると「予言」する放送を行う。

同年1月8日、教団信者が占星術を用いて神戸で地震があることをラジオ内で予言、その後阪神大震災が発生し話題となる。
地下鉄サリン事件に伴う教団への強制捜査が関連してか同年3月23日「悔いの無い死を迎えようではないか」という麻原のメッセージと「エンマの数え歌」の放送を最後に放送中止となり、そのまま廃局となった。

## その他
ロシアでは優秀な演奏者を集めキーレーンという専属オーケストラを所有、布教に利用した。